# Puchar Interkontynentalny w Lekkoatletyce 2010 – bieg na 1500 m mężczyzn
Bieg na 1500 metrów mężczyzn – jedna z konkurencji rozegranych podczas pucharu interkontynentalnego w Splicie. Biegacze rywalizowali 4 września – pierwszego dnia zawodów.

## Rezultaty
| Poz. | Zawodnik             | Reprezentacja  | Czas    |
| ---- | -------------------- | -------------- | ------- |
| 1.   | Amine Laâlou         | Afryka         | 3:35.49 |
| 2.   | Mekonnen Gebremedhin | Afryka         | 3:35.70 |
| 3.   | Leonel Manzano       | Ameryka        | 3:36.48 |
| 4.   | Arturo Casado        | Europa         | 3:37.43 |
| 5.   | Andy Baddeley        | Europa         | 3:38.41 |
| 6.   | Asbel Kiprop         | Afryka         | 3:38.81 |
| 7.   | Yoann Kowal          | Europa         | 3:39.30 |
| 8.   | Taylor Milne         | Ameryka        | 3:39.94 |
| 9.   | Mohammed Shaween     | Azja i Oceania | 3:40.75 |
| 10.  | Mitchell Kealey      | Azja i Oceania | 3:41.51 |